# Fiordaliza Cofil
Fiordaliza Cofil (ur. 27 października 2000) – dominikańska lekkoatletka specjalizująca się w biegach sprinterskich.
Jej pierwszą międzynarodową imprezą były mistrzostwa świata juniorów w Tampere, podczas których indywidualnie odpadła w półfinale biegu na 400 metrów, a w sztafecie 4 × 400 metrów zajęła 7. miejsce. W 2021 zdobyła złoto i brąz na młodzieżowych mistrzostwach Ameryki Środkowej, Północnej i Karaibów. 
W 2022 sięgnęła po dwa złota i brąz na czempionacie ibero-amerykańskim. W tym samym roku została mistrzynią świata w sztafecie mieszanej 4 × 400 metrów.
Złota medalistka mistrzostw Dominikany. Stawała na podium igrzysk Ameryki Środkowej i Karaibów.

## Osiągnięcia
| Rok  | Impreza                        | Miejsce  | Konkurencja                 | Lokata     | Wynik   |
| ---- | ------------------------------ | -------- | --------------------------- | ---------- | ------- |
| 2018 | Mistrzostwa świata U20         | Tampere  | bieg na 400 metrów          | półfinał   | 53,94   |
| 2018 | Mistrzostwa świata U20         | Tampere  | sztafeta 4 × 400 metrów     | 7. miejsce | 3:34,09 |
| 2021 | Młodzieżowe mistrzostwa NACAC  | San José | bieg na 200 metrów          | 1. miejsce | 23,89   |
| 2021 | Młodzieżowe mistrzostwa NACAC  | San José | bieg na 400 metrów          | 3. miejsce | 53,83   |
| 2022 | Mistrzostwa ibero-amerykańskie | La Nucia | bieg na 400 metrów          | 1. miejsce | 50,64   |
| 2022 | Mistrzostwa ibero-amerykańskie | La Nucia | sztafeta 4 × 100 metrów     | 1. miejsce | 43,81   |
| 2022 | Mistrzostwa ibero-amerykańskie | La Nucia | sztafeta 4 × 400 metrów     | 3. miejsce | 3:33,41 |
| 2022 | Mistrzostwa świata             | Eugene   | sztafeta mieszana 4 × 400 m | 1. miejsce | 3:09,82 |
| 2022 | Mistrzostwa świata             | Eugene   | bieg na 400 metrów          | 6. miejsce | 50,57   |

## Rekordy życiowe
- bieg na 100 metrów – 11,16 (2022) rekord Dominikany
- bieg na 200 metrów – 22,87 (2022)
- bieg na 400 metrów – 49,80 (2022)